# 6. Sinfonie (Haydn)
Die Sinfonie D-Dur Hoboken-Verzeichnis I:6 komponierte Joseph Haydn wahrscheinlich im Jahr 1761 während seiner Anstellung als Vize-Kapellmeister beim Fürsten Paul II. Anton Esterházy de Galantha. Sie trägt den Beinamen „Le matin“ (Der Morgen).

## Zyklus „Die Tageszeiten“

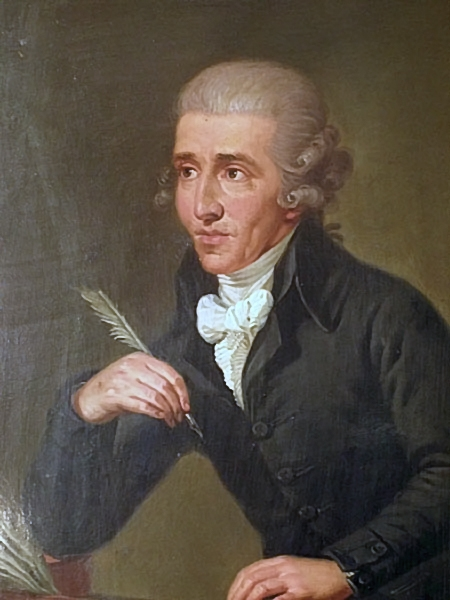
Joseph Haydn (Gemälde von Ludwig Guttenbrunn, um 1770)

Joseph Haydn schrieb die Sinfonie Nr. 6 D-Dur „Le matin“ (Der Morgen) zusammen mit den Nummern 7 „Le midi“ (Der Mittag) und 8 „Le soir“ (Der Abend) wahrscheinlich im Jahr 1761. Es ist der einzige zusammenhängende Zyklus innerhalb seiner Sinfonien; er wurde als „Die Tageszeiten“ bekannt.
Am 1. Mai 1761 unterzeichnete Haydn seinen Vertrag als Vize-Kapellmeister (später Kapellmeister) der Familie Esterházy, der nominell 48 Jahre lang – bis zu seinem Tod – bestand. Paul Anton Esterházy gehörte zu einer der wohlhabendsten Familien der österreichisch-ungarischen Monarchie und verfügte über ein ausgezeichnetes Orchester. Albert Christoph Dies berichtet in seiner 1810 erschienenen Haydn-Biographie nach Erwähnung von Haydns Anstellung bei Esterházy: „Dieser Herr gab Haydn die vier Tageszeiten zum Thema einer Composition; er setzte dieselben in Form von Quartetten in Musik, die sehr wenig bekannt sind.“ Diese Bemerkung dürfte sich (trotz des Hinweises auf Quartette und nicht auf Sinfonien) auf den vorliegenden Sinfoniezyklus beziehen. Dass die Werke wenig bekannt seien, war vermutlich um 1805 (als Dies Haydn befragte) richtig. Nach der Zahl der erhaltenen Abschriften waren sie jedoch im 18. Jahrhundert ebenso verbreitet wie andere frühe Sinfonien Haydns. Ob ein viertes Werk („La nuit“, die Nacht) existierte, ist umstritten.
Die Titel für diese drei Sinfonien scheinen authentisch zu sein, da das eine vorhandene Autograph der Sinfonie Nr. 7 den Titel „Le midi“ in Haydns Handschrift aufweist. Alle drei Sinfonien beruhen offenbar auf einem programmatischen Inhalt, den Haydn aber nicht bekannt gab, der jedoch durch die Titel nahegelegt wird. Der Anfang von „Le matin“ z. B. erinnert an einen Sonnenaufgang, während das Finale von „Le soir“ mit dem Untertitel „La Tempesta“ ein Sommergewitter darstellt.
Teilweise wird vermutet, dass die Sinfonien des „Tageszeiten“-Zyklus die ersten Werke sein könnten, die Haydn für seine neue Anstellung komponiert habe. Dem werden die hohen Anforderungen an das Orchester entgegen gehalten.
Von den (meisten) vorangegangenen Sinfonien unterscheiden sie sich
- durch den Einbau eines Menuetts als dritten Satz,
- die erweiterte Besetzung mit Flöte und Fagott (das Fagott war damals meist nur zur Verdoppelung der Bassstimme besetzt und in der Partitur nicht gesondert notiert),
- die zahlreichen Soli für verschiedenste Instrumente, was die Werke in die Nähe des barocken Concerto grosso rückt. Allerdings ist die Trennung von Concertino / Solo und Ripieno (Tutti) nicht mehr sehr ausgeprägt.

Wahrscheinlich wollte Haydn seine neuen Musikerkollegen mit den vielen Möglichkeiten, ihr technisches Können unter Beweis zu stellen, für sich einnehmen und gleichzeitig dem Fürsten eine Kostprobe seiner Kreativität bieten.
Bezüglich der Struktur sind die Sätze der Sinfonie Nr. 6 nicht klar in ein Schema einzuordnen. Die Themen bzw. Motive werden kaum verarbeitet. Es sind also Zwischenformen auf dem Weg von der alten Suite zu neuen Formen, wie der Sonatensatzform, von der hilfsweise im Folgenden teilweise Begriffe benutzt werden.

## Zur Musik
Besetzung: Flöte, zwei Oboen, Fagott, zwei Hörner in D, Violine Solo, zwei Violinen Ripieno, Viola, Cello Solo, Cello Ripieno, Kontrabass Solo, Kontrabass Ripieno. Im Autograph der Sinfonie Nr. 7 „Le midi“ erscheint mehrmals die Angabe „basso continuo“, was nach der Aufführungspraxis der Zeit ziemlich eindeutig auf ein Cembalo-Continuo hindeutet (und auch ohne diese Angabe um 1760 ganz normal war) – dies gilt wahrscheinlich auch für die beiden anderen Sinfonien der Tageszeitentrilogie, also Nr. 6 und 8 (und möglicherweise auch für andere Sinfonien). Trotzdem gibt es über die Beteiligung eines Cembalos in Haydns Sinfonien (allgemein) unterschiedliche Auffassungen.
Folgende Instrumente treten im Verlauf der Sinfonie als Solo auf (z. T. nur für wenige Takte): Flöte, Oboe, Fagott, Horn, Violine, Viola, Cello, Kontrabass.
Aufführungszeit: Ca. 20–25 Minuten (je nach Einhalten der vorgeschriebenen Wiederholungen)

### Erster Satz: Adagio – Allegro
Adagio: D-Dur, Takt 1–6, 4/4-Takt
Der Satz beginnt mit einer langsamen Einleitung, in dem die 1. Violine pianissimo im punktierten Rhythmus einsetzt, im Laufe eines Crescendo kommen die anderen Streicher und die Bläser dazu; die Bewegung ebbt dann über einem Orgelpunkt auf der Dominante A im Fortissimo mit einer Fermate ab. Die Einleitung wird meist als Sonnenaufgang interpretiert.
Allegro: D-Dur, Takt 7 – 118, 3/4-Takt
Die Flöte eröffnet solistisch das Allegro mit dem Vordersatz eines tänzerischen Themas, dessen Nachsatz von den Oboen aufgenommen wird. Das Motiv des Vordersatzes taucht im Laufe des Satzes wiederholt auf, u. a. im folgenden, recht lebhaften Tutti-Abschnitt. Ein zweites Thema ist nicht eindeutig zu erkennen, vielmehr werden zahlreiche neue kleine Elemente / Motive vorgestellt, wobei Haydn ab Takt 21 mit einem absteigenden Motiv (nach einer Generalpause als Zäsur) die Dominante A-Dur etabliert. Die Motive kann man ggf. als Vogelrufe interpretieren so z. B. die kurzen Floskeln von Flöte, Oboen und Fagott ab Takt 35. Am Ende des ersten Satzteils („Exposition“), der wiederholt wird, tritt der Kopf des Hauptthemas nochmals auf.
Der Mittelteil („Durchführung“) beginnt wie der erste Satzteil mit dem Hauptthema, das von Flöte und Oboen im Dialog vorgetragen wird, nun aber von A-Dur aus. Anschließend wechselt die Klangfarbe einige Male mit abrupten Wechseln zwischen forte, piano, Dur und Moll (z. B. „terrassenartiges“ Streichertremolo in chromatischer Gegenbewegung Takt 58 ff). Der Kopf vom Hauptthema tritt kurz in der Tonikaparallelen h-Moll auf (Takt 73 ff.), ehe eine Pizzicato-Passage zurück zur Tonika und damit zur „Reprise“ führt. Die Hörner beginnen dabei mit dem Hauptthema in Takt 85, was sich als „zu früh“ herausstellt, als in Takt 87 die Solo-Flöte wie am Satzanfang das Thema im Dialog mit der Oboe noch mal vollständig bringt (die Hörner verstummen abrupt beim Einsatz der Flöte). Der weitere Verlauf ist ähnlich dem des ersten Satzteils, aber etwas verkürzt. Auch Mittelteil und „Reprise“ werden wiederholt.

### Zweiter Satz: Adagio – Andante - Adagio
Adagio: G-Dur, Takt 1–13, 4/4-Takt, nur Streicher mit Solo-Violine

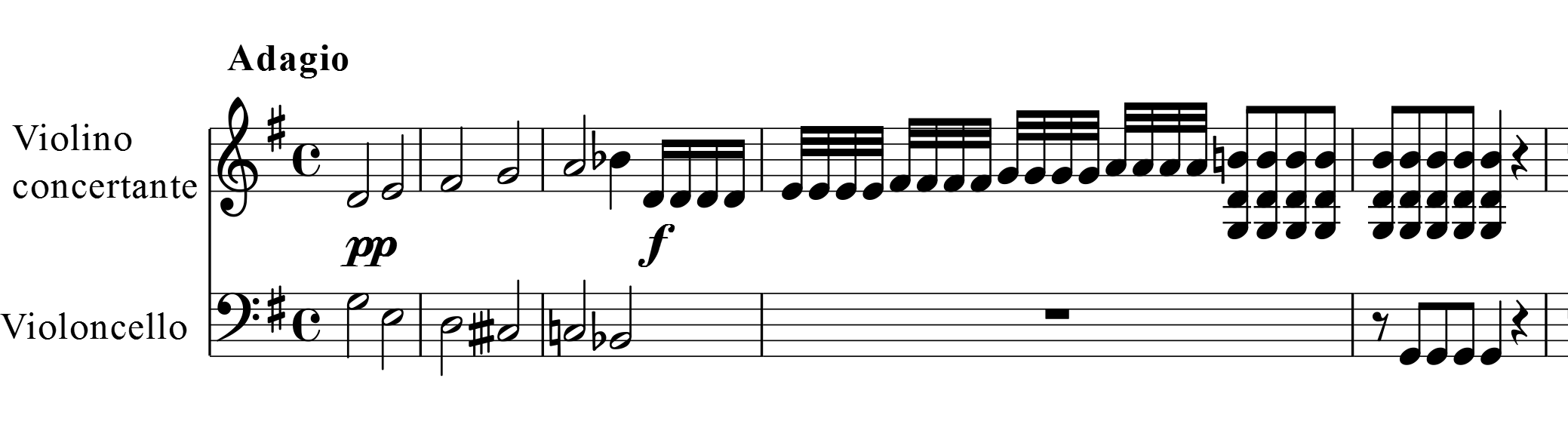
Die „Gesangsstunde“ mit der Solo-Violine und Bassstimme

Der Satz beginnt pianissimo als zögerlich wirkende Linie in halben Noten (Oberstimmen: aufsteigend, Unterstimmen: absteigend). Im Forte setzt dann die Solovioline mit einem aufsteigenden Tremolo ein, das in kräftigen, wiederholten G-Dur Akkorden mündet. Dies ist vermutlich als Parodie auf eine Gesangsstunde gemeint: Der Schüler (Solovioline pianissimo) spielt anfangs die aufsteigende G-Dur – Tonleiter d-e-fis-g-a (in den halben Noten) und dann den „falschen“ Ton b. Dieser „Fehler“ (der Ton b würde als Terz von G aus die Tonart g-Moll bedeuten, der Satz steht aber in Dur) wird sogleich vom Lehrer (Solovioline forte) korrigiert: Er wiederholt im Tremolo die „richtige“ Tonleiter d-e-fis-g-a-h, wobei das „richtige“ h in neunfachen Wiederholung und dem Einstimmen auch der übrigen Streicher besonders unterstrichen wird. Nun folgt wieder ein eher ruhig-zögerlicher Abschnitt, der jedoch durch Verzierungen der Solo-Violine (Triller, Akkordbrechungen) aufgelockert ist. Das Adagio endet auf einem D-Dur-Septakkord und anschließender Pause.
Andante: G-Dur, Takt 14 – 103, 3/4-Takt
Der Mittelteil des Satzes ist einerseits durch seine langsam-schreitende Bewegung des ganzen Orchesters (Tutti) in gleichmäßigen Vierteln gekennzeichnet, andererseits durch Soli für Cello und insbesondere die Violine (die damals vom Konzertmeister gespielt wurde). Die Soli sind überwiegend aus Triolen aufgebaut, die der Violine reichen bis in hohe Lagen (A in der dreigestrichenen Oktave).
Eine Verarbeitung von Themenmaterial ist nicht erkennbar, vielmehr ist dieser Satz durch die Soli charakterisiert. Das Andante besteht aus zwei wiederholten Teilen, wobei der erste von der Tonika G-Dur zur Dominante D-Dur, der zweite dann wieder zurück zur Tonika führt (ab Takt 73 könnte man mit dem Wiedereintreten des Motivs vom Satzanfang in der Tonika ggf. von einer „Reprise“ sprechen).
Adagio: G-Dur, Takt 104–112, 3/4-Takt
Die Violinen (Solo-Violine und 1. Violine) spielen – wie am Satzanfang – den Ausschnitt aus der G-Dur – Tonleiter (nun „richtig“), erst aufsteigend von d bis h, dann absteigend bis zum Grundton G, wobei durch die Vorhalte der 2. Violine charakteristische Dissonanzen (Sekunden) entstehen. Die Begleitung im Bass ist in Achteln und Sechzehnteln aufgelöst. Der Satz verhaucht im Pianissimo.

### Dritter Satz: Menuet
D-Dur, mit Trio 64 Takte, 3/4-Takt
Im rustikalen Menuett treten wieder Oboen, Fagott und v. a. die Flöte solistisch hervor. Besonders überraschend ist die Instrumentierung des Trios in d-Moll: im ersten Teil spielt das Fagott zur Begleitung eines Solokontrabasses (bzw. Violone) und leisen Streicherpizzicati ein charakteristisches Motiv, im zweiten Teil wird es unterstützt vom Solocello und sogar einer Soloviola, später übernimmt wieder der Bass.

### Vierter Satz: Allegro
D-Dur, 2/4-Takt, 135 Takte
Die Flöte eröffnet erneut als aufsteigende Tonleiter über eine Oktave, die das charakteristische Element des Satzes bildet. Ab Takt 34 tritt ein fallendes Motiv in der Dominante A-Dur auf, das durch die einzelnen Soloinstrumente geführt wird. Nach einer kurzen Ruhepause auf einem verminderten Akkord folgt die Schlussgruppe mit ihrem Wechsel von Passagen der Solo-Flöte und des ganzen Orchesters.
Der zweite Teil des Satzes beginnt in der Dominante A-Dur mit dem Tonleitermotiv, nun von der Solo-Violine vorgetragen. Diese dominiert auch den weiteren Verlauf des Satzes bis zur „Reprise“ in Takt 84.